# Шарипов, Садык Шарипович
Садык Шарипович Шарипов (5 декабря 1905 — 30 июня 1991) — советский партийный и государственный деятель, председатель Алма-Атинского облисполкома (1940—1942), председатель Гурьевского облисполкома (1945—1950).

## Биография
Родился 5 декабря 1905 в ауле № 15 Томской губернии

### Образование
1930—1932. Слушатель Павлодарской школы советского и партийного строительства.
1932—1934. Учёба в Алма-Атинской высшей коммунистической сельскохозяйственной школе.
1934—1935. Слушатель Ташкентских курсов редакторов политотдельских газет.
1958. Окончил Высшую партийную школу при ЦК КПСС (заочно).

### Трудовая деятельность
1935—1937. Секретарь комитета ВКП(б)[чего?], заместитель директора Талгарской школы механиков (Алма-Атинская область).
1937. 2-й секретарь Илийского районного комитета ВКП(б) (Алма-Атинская область).
1937—1940. 1-й секретарь Энбекшиказахского районного комитета КП(б) Казахстана (Алма-Атинская область).
1940—1942. Председатель Исполнительного комитета Алма-Атинского областного Совета.
1942—1943. Председатель Исполнительного комитета Алма-Атинского городского Совета.
1943—1944. Секретарь Алма-Атинского областного комитета КП(б) Казахстана по торговле и общественному питанию.
1944—1945. Заведующий Отделом животноводства, заместитель секретаря Алма-Атинского областного комитета КП(б) Казахстана.
1945—1950. Председатель Исполнительного комитета Гурьевского областного Совета.
1950-6.1959. Заместитель председателя Исполнительного комитета Талды-Курганского областного Совета, секретарь Исполнительного комитета Талды-Курганского областного Совета.
1959—1968. Начальник Алма-Атинского областного управления торговли.
С 1968 года на пенсии.

## Награды
Орден Трудового Красного Знамени (05.11.1940, «в связи с 20-летним юбилеем Казахской ССР, за достижения в развитии промышленности, сельского хозяйства, науки и искусства»), орден Отечественной Войны I-й степени, орден «Знак Почёта».